# 이행선 (1863년)
이행선(李行善, 1863년 1월 20일 ~ 1925년 4월 1일)은 대한제국의 관료, 법관, 농업인이다. 1895년(고종 32년) 11월 10일 법부 법관양성소 1기로 졸업했다. 자(字)는 유신(幼信), 본관은 우계(羽溪)이다. 경기도 포천시 일동 출신.
법부 법관양성소를 수학했고, 뒤에 농상공부 잠업 시험에도 합격했다. 1901년(광무 4) 12월 1일 양지아문 양무위원이 되고, 1902년 농상공부 천업시험장(蚕業課試驗塲)에서수학했다. 1904년 12월 27일 법관양성소 박사,1905년 2월 1일 법관양성소 박사 서 판임관 6등(法官養成所博士敍判任官六等)을 역임했다. 1910년(융희 4) 이후에는 경기도 영평에서 양잠업에 종사했다. 이상우(李商雨)의 7대손이자 태화 이현상의 종증손이다.

## 생애
이행선은 1863년(철종 14) 1월 20일 경기도 영평군 일동면 기산리 5통 8호(후일의 경기도 포천시 일동면 기산리 마산동(馬山洞) 부락) 출신이며, 아버지는 수의부의 충무위 부사맹(修義副尉 忠武衛副司猛) 이재기(李在璣)이고, 어머니는 고성이씨(固城李氏)로 문열공 도촌(桃村) 이교(李嶠)의 후손 이인규(李寅奎)의 딸이다. 조부는 기녕(夔寧), 증조부는 현과(顯果), 고조부는 한걸(漢傑)이다. 숙종대의 문신 이상우(李商雨)의 7대손으로, 6대조는 교관을 지낸 이익수(李益壽)이며, 순조 때 조선통신사 제술관으로 일본을 다녀온 태화 이현상의 종증손이 된다. 삼종조부뻘 되는 이봉녕 역시 외교관으로 청나라 연행길에 신재식의 자제군관으로 다녀온 바 있다. 자(字)는 유신(幼信)이다.
1895년(고종 32년) 5월 법부 법관양성소에 들어가 수학했다. 1895년(고종 32년) 11월 10일 법부 법관양성소 후보생 졸업시험에 합격하였다. 이듬해 그는 법관에 임용되지 못했는데, 법관에 임용되지 못한 사유는 승정원일기, 일성록에 기록이 없고, 신문에도 보도되지 않아 알 수 없다. 이후 농상공부 잠업과에 들어가 수학했다.
1900년 4월 7일 잠업강습소 추기 시험을 통과, 졸업인 64명 중 한 사람이 되었다.
1900년 7월 30일 오후 2시 법관양성소 졸업생이 훈련원(訓錬院)에 모여 집회를 할때, 참석자 명단에 포함되었다. 집회의 이유, 어떤 이유로 울명원(鬱鳴冤)을 외쳤는지는 나타나지 않는다. 8월 14일 상오 12시에 훈련원에서 모이는 법관양성소 졸업생의 본부 집회에도 명단에 올랐다. 이때에도 졸업생의 집회 이유, 어떤 이유로 억울함을 호소했는가 여부는 나타나지 않는다.
1901년(광무 5) 10월 15일 농상공부 잠업과 추기 시험에 합격했다.
1901년(광무 5년) 12월 1일 양지아문 양무위원(量地衙門量務委員)에 임명되었다. 1902년 농상공부 천업시험장(蚕業課試驗塲) 졸업생의 춘기 성적(春期成蹟)에서 우수한 성적을 받았다. 이때 그는 영평(永平)에 자체 학도영업지(學徒營業地)를 운영하고 있었다. 그해 10월 10일 농상공부 잠업강습소를 졸업하였다.
1904년(광무 8년) 12월 27일 법관양성소 박사(法官養成所博士)에 임용되었다. 1905년 2월 1일 법관양성소 박사(法官養成所博士)에 임용되고 서 판임관 6등(敍判任官六等)에 서임되었다. 1909년(융희 3) 대한제국이 국권이 박탈되고 법관양성소가 폐지되자, 법관양성소 박사직을 사직하고 포천 일동면 기산리로 낙향하였다. 그가 법조인의 길을 단념한 사유는 알려진 것이 없다. 그는 경기도 영평(永平)에서 양잠업에 종사했으며, 규모와 위치는 기록이 전하지 않는다. 이후의 행적은 알려진 것이 없다.
1925년 4월 1일에 사망했다. 묘소는 경기도 포천시 일동면 기산리 산79번지에 있다. 1926년 3월 25일 함경북도 부령군 부령면 백사동 무산령사업구 제37번 임야에 대한 임산물 불하권을 부령면 백사동에 사는 김양수(金梁洙)로부터 인수권 승인허가를 받았다. 임산물 불하권을 승인이 떨어졌으나 그는 이미 사망한 뒤였다.
경기도 포천군 일동면 기산리 청계산 뒤에 매장했다가, 후일 화장하였다. 그의 셋째 부인 전주이씨 이석우의 딸 역시 사후 화장하였다. 본부인 죽산안씨는 포천시 일동면 기산리 청계동(淸溪洞) 부락 간좌(艮坐)에 매장했다. 후일 경기도 포천시 일동면 기산리 산 79번지 한걸파 선영(漢傑派 先塋)으로 이장하였다.

## 가족 관계
- 조부 : 이기녕(李夔寧)
- 조모 : 전주이씨(全州李氏), 이지후(李技厚)의 딸
- 아버지 : 이재기(李在璣, 1845년 7월 14일 ~ ?)
- 어머니 : 고성이씨(固城李氏, 1845년 7월 5일 ~ ?), 이인규(李寅奎)의 딸, 철성부원군 이림(李琳) 후
  - 동생 : 이홍선(李弘善)
- 부인 : 전주이씨((全州李氏, ? ~ ?1887년 이전), 이희서(李喜瑞)의 딸, 이성군 존광(尼城君 存光) 12대손, 성녕대군 후
- 부인 : 죽산안씨(竹山安氏, 1860년 11월 14일 ~ 1893년 11월 16일), 안수일(安壽日)의 딸
  - 아들 : 이원규(李源奎, 1889년 12월 24일 ~ 1944년 11월 13일)
  - 며느리 : 청주양씨(淸州楊氏, 1887년 10월 12일 ~ 1960년 7월 20일), 양치준(楊致駿)의 딸, 봉래공 양사언 후(蓬來公 楊士彦 后)
- 부인 : 전주이씨(全州李氏, 1875년 8월 24일 ~ 1940년 5월 25일) 이석우(李錫佑)의 딸
  - 아들 : 이원봉(李源鳳, 1898년 1월 5일 ~ 1945년 3월 21일)
  - 며느리 : 전주이씨(全州李氏, 1899년 11월 28일 ~ 1980년 1월 8일), 이정화(李貞和)의 딸 영의정 이홍주 후(領議政 李弘冑后)
  - 아들 : 이원효(李源孝, 1901년 10월 14일 ~ 1963년 9월 24일)
  - 며느리 : 진주최씨(晉州崔氏, 1903년 12월 24일 ~ 1980년 3월 2일), 최준여(崔俊汝)의 딸
  - 아들 : 이원길(李源吉, 1913년 2월 5일 ~ 1994년 4월 14일)
  - 며느리 : 경주김씨(慶州金氏, 1921년 1월 16일 ~ 1958년 9월 28일), 김인제(金仁濟)의 딸
  - 며느리 : 평양조씨(平壤趙氏, 1923년 5월 30일 ~ 1986년 11월 15일), 조문호(趙汶鎬)의 딸
  - 사위 : 이보익(李輔翼), 연안인 부 혁우(延安人 父赫愚), 저헌 이석형(樗軒 李碩亨 后)
    - 외손자 : 이병재(李丙宰)

  - 사위 : 심재길(沈載吉), 청송인 부 문섭(靑松人 父文燮), 좌통례 심달원 후
  - 사위 : 유병문(俞炳文), 창원인(昌原人)
    - 외손자 : 유광(俞廣)

  - 사위 : 이인용(李仁鎔), 전주인(全州人)
    - 외손 : 이해윤(李海允)

## 같이 보기
- 양지아문
- 지계아문
- 이재정
- 이현상
- 이봉녕
- 양잠업

## 관련 자료
- "법관양성소 제1회 졸업자 (1895년 11월) 명단", 京城法學專門學校, 《京城法學專門學校一覽》 (京城法學專門學校, 1923) pp.64
- "법관양성소 제1회 졸업자 (1895년 11월) 명단", 京城法學專門學校, 《京城法學專門學校一覽》 (京城法學專門學校, 1925) pp.68

## 참고 문헌
- 승정원일기
- 각사등록 근대편
- 조선, 대한제국 관보
- 조선총독부 관보
- 황성신문
- 대한매일신보
- 農商工部去牒存案
- 農商工部來文